# 다쓰미 주리
다쓰미 주리(巽樹理, 1979년 9월 5일 ~ )는 일본의 아티스틱스위밍 선수로 2000년 하계 올림픽과 2004년 하계 올림픽에 출전했다.